# Blechnum lechleri
Blechnum lechleri là một loài thực vật có mạch trong họ Blechnaceae. Loài này được Mett. mô tả khoa học đầu tiên năm 1859.